# Mureș
El Mureș - (hongarès) Maros - és un riu que passa per Romania i per Hongria, és un afluent del Tisza, que alhora és tributari del Danubi per l'esquerra. Té una llargària de 725 km.

## Geografia
El riu Mureș neix al vessant oriental de les muntanyes Gurghiului, al districte romanès de Harghita. Discorre primer en direcció nord-oest i travessa la regió de Giurgeu, a l'est dels Carpats. Passa per la ciutat de Toplița i després entra al districte de Mureș, i arriba a Deda, on gira cap al sud-oest. Continua per les ciutats de Reghin, Târgu Mureș, Luduș, Câmpia Turzii i Ocna Mureș. Després entra a la província d'Alba, passa per la ciutat d'Aiud i després de rebre per l'esquerra el seu afluent més important, el riu Tamara, arriba a Alba Iulia i després rep per l'esquerra el riu Sebeș. Continua per la província de Hunedoara i passa per Deva i Ilia. Entra a continuació a la província d'Arad i passa per Lipova i per la capital, Arad.
Surt de Romania i entra a Hongria, ja al seu tram final, al districte de Csongrád, passant per les ciutats de Makó i Szeged, on desemboca al riu Tisza, procedent dels Carpats Orientals i després d'haver travessat Transsilvània.
Els seus afluents principals són l'Arieș (164 km), el Târnava Mare (249 km), el Geoagiu (48 km), el Sebeș i el Niraj (82 km).